# NGC 33
NGC 33 je dvojhvězda v souhvězdí Ryb.
NGC 33 se nachází v blízkosti nebeského rovníku a jako taková je alespoň částečně viditelná z obou zemských polokoulí.